# Diosgracias
Deogracias de Cartago, Diosgracias de Cartago o Deogratias Carthaginensis fue un obispo cartaginense (tunecino), que vivió en el siglo V. La Iglesia católica lo venera como santo.
Su festividad es el día 5 de enero.
En el calendario litúrgico anterior (obsoleto) su festividad se celebraba el 22 de marzo.
Según el calendario cartaginense, su culto local se celebraba el 29 de octubre.

## Hagiografía
En 439, Cartago fue invadida por los vándalos de Genserico (389-477).
Ellos habían abrazado el arrianismo, por lo que expulsaron al obispo católico Quodvultdeus y lo abandonaron ―junto con sus diáconos y presbíteros―, en botes peligrosos (viejos, inundados o con remos ―sin velas―).
El obispo y sus hombres llegaron bien a Nápoles (en la Campania italiana). Quodvultdeus falleció allí 14 años después, en 453.
Ese año, Valentiniano III (que reinaba en Roma como emperador de Occidente desde el 425) le pidió a Genserico que permitiera que los cristianos cartagineses designaran a otro obispo.
Fue elegido el sacerdote Deogratias, y consagrado «obispo de Cartago» el 25 de octubre del 453.
El 16 de marzo de 455, Valentiniano III fue asesinado, y le sucedió Petronio Máximo. Genserico consideró roto el tratado de paz firmado con Valentiniano en 442, viajó a Roma con sus hombres en barcos y marchó sobre Roma, cuya población se rebeló contra el nuevo emperador y le dio muerte. Tres días después ―el 22 de abril de 455― los vándalos tomaron sin resistencia la ciudad y la saquearon.
Genserico retornó a Cartago con gran cantidad de esclavos romanos. Como era la práctica de la época ―de romanos, cartagineses, babilonios, etc.―, los cautivos fueron distribuidos con absoluta arbitrariedad: las esposas fueron separadas de sus esposos, y los padres, de sus hijos. Para rescatar a los nobles esclavos romanos, Deogracias vendió todos los bienes de sus dos templos: los cálices de oro y plata y todos los ornamentos de los altares. De esa manera logró «redimir» (a cambio de dinero) a varias familias. El obispo cedió sus dos basílicas para acomodar a estas familias (que durmieron en esteras, y fueron alimentadas por el obispo) hasta poder repatriarlas a Roma.
Consumido por este esfuerzo, sin embargo, Deogracias falleció un año después (456 o 457), tras poco más de tres años de episcopado.
Para evitar que sus seguidores despedazaran su cuerpo para obtener reliquias, sus diáconos más íntimos organizaron una gran procesión pública con cantos y oraciones, mientras lo enterraron secretamente y evitaron su profanación.
La única prueba acerca de la existencia de este obispo, proviene de Historia persecutionis vandálicae (‘historia de las persecuciones de los vándalos’), escrita por el obispo Víctor de Vita.